# Vila do Bispo
Vila do Bispo là một đô thị thuộc tỉnh Faro, Bồ Đào Nha. Đô thị này có diện tích 178 km², dân số thời điểm năm 2001 là 5349 người.